# Чемерпіль
Чеме́рпіль — село в Заваллівській громаді Голованівського району Кіровоградської області України. Населення становить 1003 осіб.
Село розташоване на лівому березі Південного Бугу. Сільраді раніше були підпорядковані села Березівка і Ташлик. У 60-80 рр. XX ст. у Чемерполі була розташована центральна садиба колгоспу ім. Куйбишева. Неподільні фонди колгоспу складали півтора мільйона крб. За досягнуті трудові успіхи 97 колгоспників нагороджено орденами і медалями СРСР.

## Історія села
Село виникло в XVIII ст. Поблизу Чемерполя та Березівки археологами виявлено поселення доби неоліту (V тис. до н. е.), досліджено кургани доби бронзи (II тисячоліття до н. е.), знайдено бронзове скіфське дзеркало (V—IV ст. до н.е) та поселення черняхівської культури.
За переказами село отримало назву від поселенця Чемерука, який у XVIII столітті заснував тут хутір. Тоді цей селянин-кріпак утік від тяжкого гноблення польських поміщиків у Південно-східне Поділля, де в той час землі були мало заселені. Його нащадки живуть у селі і тепер. Але так, як хутір під час весняних паводків затоплявся, то поселення перенесли на підвищене плоскогір'я, де воно розташовується і понині. На початку XIX ст. тут було 37 хат. До 60-х рр. XIX ст. належало Потоцьким, потім Строгановим, а точніше Марії Строгановій (Потоцькій). Саме у неї село було куплено Удільним (державним) відомством. У 1900 році тут проживало 1524 особи. Селяни в основному займались землеробством, а деякі — рибальством.
У 1873 р. відкрита церковнопарафіяльна школа. Сприяв відкриттю цього навчального закладу тодішній старшина Данило-Балківської волості Д. Кравченко. У 1912 р. в селі побудовано земську школу, у якій навчалось 60-80 сільських дітей. Майже половина дітей через бідність школу не відвідувала і була неграмотною.
Дерев'яна церква споруджена у 1783 році, а цегляна — у 1889 році. Храм освячено в ім'я Чудо Архистратига Михаїла. У 1873 році відкрито церковнопарафіяльну школу. В 1912 р. було збудовано земську школу, де навчалось 60-80 дітей. За рішенням Одеського облвиконкому у 1949 році храм відібрано у церковної громади, а згодом — зруйновано. Нову церкву почали споруджувати у 1990 році. Нині тут здійснюється Богослужіння.
В червні 1920 р. утворена сільрада. Першим головою був Самайчук Г. Ю. В 1929 р. утворено колгосп. А через рік — 4 колгоспи: «Червона нива» (голова Гринчак Мирон), «Урожай» (голова Самайчук Яків), «Шевченко» (голова Самайчук Гаврило), «Шлях комуни» (голова Поштарук Онисько). В 1933 р. вони об'єднались в 2 великих — «Шевченка» і «Шлях комуни». Пізніше був утворений один колгосп імені Мікояна. У 1959 році чемерпільський колгосп імені Мікояна і березівський імені Жданова об'єднались в колективне господарство імені Куйбишева. У своєму користуванні колгосп мав 3838 гектарів землі. В 1965 р. тут налічувалось 1406 голів ВРХ, 4275 свиней, 1011 овець.
У різні роки місцевий колгосп очолювали О. С. Горенко, П.Добрицький, О. Г. Карпенко, А. А. Лопатка, О. М. Чалапко, В. Я. Олійник.
У роки Німецько-радянської війни на фронтах воювало 404 чоловіки, 200 з них загинуло. Бойовими орденами і медалями нагороджено 204 фронтовики. В пам'ять про полеглих в селі відкрито меморіальний комплекс. В Чемерполі є Будинок культури, загальноосвітня школа, дитячий садок, ФАП, відділення зв'язку, бібліотека, заклади торгівлі.
Геологами на території Чемерпільської сільської ради виявлено поклади граніту, графіту і золота.

## Населення
Згідно з переписом УРСР 1989 року чисельність наявного населення села становила 1075 осіб, з яких 471 чоловік та 604 жінки.
За переписом населення України 2001 року в селі мешкало 1006 осіб.

### Мова
Розподіл населення за рідною мовою за даними перепису 2001 року:
| Мова       | Відсоток |
| ---------- | -------- |
| українська | 95,51 %  |
| російська  | 2,19 %   |
| молдовська | 1,10 %   |
| вірменська | 1,00 %   |
| білоруська | 0,20 %   |

## Відомі люди
В селі народилися:
- Кобильчак Михайло Митрофанович (1918-2004) — український партійний діяч;
- Гринчак Валерій Іванович[ru] — Герой Радянського Союзу;
- Сарахан Микола Микитович — байкар, поет-сатирик.

## Цікаві факти
- Село знамените плетінням віників (вінникарством).[5]